# Ernst Wachter
Ernst Wachter, eigentlich Wächter (* 19. Mai 1872 in Mülhausen; † August 1931 in Leipzig) war ein deutscher Opernsänger (Bass) und Musikpädagoge.

## Leben und Wirken
Er besuchte die Schule in Leipzig, wohin seine Eltern, der Ingenieur Adolph Julius Carl Wächter und dessen Ehefrau Emma Marie Caroline, aus dem Elsass wegen der Arbeitsstelle des Vaters gezogen waren. Nach dem Schulbesuch wurde Wachter Volontär in einem Leipziger Geschäft, da er einen kaufmännischen Beruf ergreifen sollte. Nach dem Tod des Geschäftsinhabers und Auflösung der Firma orientierte sich der angehende Kaufmann beruflich neu.

### Gesangsausbildung in Leipzig
Anknüpfend an seine tiefe Stimmlage, mit der er als Jugendlicher „in Familien- und Vereinskreisen die Aufmerksamkeit auf sich gelenkt“ hatte, bemühte er sich nun „ihr eine kunstgerechte Ausbildung“ zuteilwerden zu lassen. Er wurde Schüler des Kammersängers und Oberregisseurs des Leipziger Stadttheaters Albert Goldberg (1847–1905), der auch „Lehrer der Gesangskunst“ war, und ließ sich bei ihm zu einem Bassisten ausbilden.
Am 12. April 1893 begann seine einjährige Gesangsausbildung bei Goldberg und am 12. April 1894 sang er in Dresden an der Hofoper zur Probe vor.

### Opernsänger in Dresden
In Dresden bekam der junge Sänger sofort einen Fünf-Jahres-Vertrag am Hoftheater. Am 10. Mai 1894 hatte er seinen ersten öffentlichen Auftritt als Hauptmann „Ferrando“ in der Oper Der Troubadour. Danach übernahm er am 19. Mai 1894 die Rolle des Eremiten in Der Freischütz von Carl Maria von Weber und am 7. Juni desselben Jahres die Rolle der Figur „Sarastro“ in der Oper von Wolfgang Amadeus Mozart. Über seine hervorragende Bass-Stimme wurde zeitnah in der Zeitung Neue Freie Presse in Wien vom Korrespondenten Paul Lindau (1839–1919) berichtet, der damals wohnhaft in Strehlen bei Dresden (1891–1895) war.
Ferdinand Gleich (1816–1898) würdigte im Dresdner Anzeiger als Musikkritiker die besondere Singstimme Wachters am Beispiel der von ihm übernommenen Partie des „Sarastro“ in Die Zauberflöte. Vor allem lobte F. Gleich, wie gekonnt der Bass die Arien „O Isis und Osiris, welche Wonne!“ sowie „In diesen heiligen Hallen“ bei der Aufführung der Oper Die Zauberflöte vortrug. Auch die Zeitung Das Journal zeigte sich erfreut, dass das Hoftheater „den lange gesuchten seriösen tiefen Bass gefunden“ hatte. Betont wurden die „imponierende Festigkeit des Tones“, seine „ungemein sichere, präzise Aussprache“ sowie der „Wohlklang“ des Basses und auch seiner Stimme „in mittlerer und hoher Tonlage“. Der erste Bassist Wachter wurde als „Zierde der Dresdner Oper“ und über die Elbmetropole hinaus hochgeschätzt.
Wachter wurde 1897/98 in den Tonkünstler-Verein zu Dresden aufgenommen. Der Opernsänger trug auf dem öffentlichen „Neunten Übungs-Abend“ dieses Vereins am 4. März 1898 vier „Lieder für eine Bassstimme mit Pianoforte“ erstmals vor. Die Lieder hatte Georg Pittrich nach Texten von vier Dichtern komponiert, darunter von Emanuel Geibel (1815–1885), „Du bist so still“. Der Hofopernsänger wurde bei seinem Auftritt durch den Komponisten am Klavier musikalisch begleitet.
Wachter sang am 7. Juni 1900 in der Dresdner Oper zum ersten Mal Kaspar, den ersten Jägerburschen im Freischütz. Der Musikkritiker Edgar Mansfield Pierson (1848–1919) bedauerte an diesem musikalischen Vortrag, dass der „reich begabte Sänger“ nicht „ernste Gesangs- und Deklamationsstudien macht“. Am 1. Mai 1903 wirkte der Bassist im Königlichen Opernhaus in der Aufführung von Amelia oder Ein Maskenball, der Oper in drei Akten von Giuseppe Verdi mit. Weitere Hauptmitwirkende waren die Opernsängerinnen Irene Abendroth (1872–1932), Koloratur-Sopran; Irene von Chavanne (1863–1938), Alt und Erika Wedekind (1868–1944), Sopran. Die Männerrollen spielten und sangen neben dem Bassisten Ernst Wachter die Opernsänger Karl Burrian (1870–1924); Tenor, Karl Scheidemantel (1853–1923) Bariton; Franz Nebuschka, (1857–1917) Bassbariton und Leon Rains (1870–1954), Bass. In der Uraufführung der einaktigen Oper Salome (Sopran), gespielt von Kammersängerin Marie Wittich (1868–1931), mit der Musik von Richard Strauss übernahm Wachter die Rolle eines „Kappadozier“ (Bass) unter dem Dirigenten Ernst von Schuch am 9. Dezember 1905 in der Dresdner Hofoper.

### Gastspiel in München
Wachter sang an der Hofoper München im Zeitraum vom „1. November 1900 bis zum 1. November 1901“ mit dem Status eines Gastes. Sein Vertrag wurde um ein weiteres Jahr bis November 1902 verlängert.

### Gastauftritte in Bayreuth
Wachter folgte mehreren Einladungen, an den Festspielen in Bayreuth teilzunehmen. Auf den Bayreuther Festspielen debütierte er am 24. Mai 1896 mit Wagners Figur Fasolt in der Oper Das Rheingold und er sang 1897 den Hunding in der Oper Die Walküre und bis 1899 auch den Ritter „Gurnemanz“ in Parsifal je zweimal. Auch in diesen Rollen wurden der „volle Wohlklang und die tadellose Reinheit seiner schönen und mächtigen Bassstimme“ hervorgehoben.
Ernst Wachters markante Bassstimme wurde in das Album „100 Jahre Bayreuth auf Schallplatte“ zusammen mit anderen Stimmlagen früher Festspiel-Sänger aufgenommen. Wachter blieb nach seinen Auftritten bei den Bayreuther Festspielen noch weitere zehn Jahre in Dresden.

### Opernpremieren
An der Hofoper Dresden wirkte Wachter am 20. März 1901 zusammen mit den Sängern Friedrich Plaschke (1875–1952), Charlotte Huhn (1865–1925), Marie Wittich (1868–1931), Rudolf Jäger (1875–1948), Karl Scheidemantel (1859–1923), Erika Wedekind (1868–1944), Irene von Chavanne (1863–1938) und Mathilde Fröhlich (1867–1934) in der Aufführung der Tragödie Nausikaa von August Bungert (1845–1915) aus dem Zyklus Homerische Welt unter dem Dirigenten Ernst von Schuch mit. Bereits am 12. Dezember 1896 hatte er mit Karl Scheidemantel in Odysseus Heimkehr, dem dritten Teil der Opern-Tetralogie Homerische Welt mitgesungen. Am 21. November 1901 trat Wachter in der Premiere der Oper Feuersnot von Richard Strauss als der „Leitgeb Jörg Pöschel“ auf.

### Auszeichnung
Wachter wurde mit der Mecklenburgischen Medaille für Wissenschaft und Kunst geehrt.

### Engagement in Zürich
Ab 1910 gehörte Ernst Wachter dem Stadttheater in Zürich an und er verließ die Oper dieses Theaters 1912 wieder.

### Opernsänger und Gesangslehrer in Leipzig
Wachter wechselte 1912 seinen Wohnort von Dresden erneut nach Leipzig und wirkte dort in seinem Beruf als Opernsänger bis 1919. Danach arbeitete er als Gesangslehrer in Gohlis bis zu seinem Tod im August 1931. Die Konzertsängerin Frieda Wachter bewohnte nach dem Ableben Ernst Wachters die Wohnung im Leipziger Stadtteil Gohlis weiterhin. Auch die Sängerin Gertrud Wachter war in den 1930er Jahren zeitweilig in der Möckernschen Straße 24 in Leipzig-Gohlis wohnhaft und wurde als Witwe Miteigentümerin des Grundstücks Löhrstraße 33, das zuvor Ernst Wächter hälftig gehörte.

## Mitglied in der Genossenschaft Deutscher Bühnen-Angehöriger
Ernst Julius Wachter war Mitglied in der Genossenschaft Deutscher Bühnen-Angehöriger zu Berlin. In ihrem „Deutschen Bühnen-Jahrbuch 1932“ informierte die Genossenschaft über Wachters Tod und nannte als Sterbemonat den August des Vorjahres. Das Jahrbuch würdigte den „früheren sächsischen Hofopernsänger“ mit der Darstellung seines beruflichen Lebens und bezeichnete seine letzte Tätigkeit mit „Gesangsmeister“.